# Fours, Gironde
Fours är en kommun i departementet Gironde i regionen Nouvelle-Aquitaine i sydvästra Frankrike. Kommunen ligger i kantonen Blaye som tillhör arrondissementet Blaye. År 2022 hade Fours 265 invånare.

## Befolkningsutveckling
Antalet invånare i kommunen Fours
Referens:INSEE